# Aechmea kautskyana
Aechmea kautskyana là một loài thực vật có hoa trong họ Bromeliaceae. Loài này được E.Pereira & L.B.Sm. mô tả khoa học đầu tiên năm 1980.